# Vaiges
Vaiges – miejscowość i gmina we Francji, w regionie Kraj Loary, w departamencie Mayenne.
Według danych na rok 1990 gminę zamieszkiwało 1019 osób, a gęstość zaludnienia wynosiła 28 osób/km² (wśród 1504 gmin Kraju Loary Vaiges plasuje się na 570. miejscu pod względem liczby ludności, natomiast pod względem powierzchni na miejscu 174.).